# メゾスコピック領域
- メソスコピック領域

メゾスコピック領域（メゾスコピックりょういき）とは中間を意味する用語であり、物質科学では「バルク」と「ミクロ」の中間領域である 5–100 nm を指す。より一般的には、メゾスコピック (mesoscopic) な領域は、巨視的／マクロ (macroscopic) な領域と微視的／マイクロ (microscopic) な領域の中間に位置づけられる領域のことをいう。物質科学では、現在では、ナノテクノロジーに代表される、サイズ領域とほぼ同義に用いられる。電子物性分野では、電子のエネルギーバンドにおいてナノメーターからサブミリメーターにいたるまでの最も高い電磁力を受ける領域を指す。

## 概要
ナノユニットの集合によりメゾシステムを形成する。ナノユニットが集合、分散で形成されるメゾスケールの動的システムの科学をメゾ科学という。近年、分子の集積により多様な現象、機能を示す「メゾ領域の科学」が脚光を浴びつつある。
細胞間のシグナル伝達や高分子自己組織体、多孔性物質の協同的構造変化や、分子やイオンの複合体であるコロイド、ミセル、分子膜などを対象とする。

## 課題
- 統計力学での記述が困難
- ばらつきが大きい
- 時間的揺らぎが大きい